# Vialis
Il vialis è un circostanziale, che nelle lingue eschimo-aleutine corrisponde al prolativo di altre lingue ed esprime il modo in cui qualcuno sta per essere trasportato.
In groenlandese, il vialis ha un singolare -kkut e il plurale è -tigut .
Esempio in groenlandese : umiarsuakkut (con barca).